# Polesine Zibello
Polesine Zibello är en kommun i provinsen Parma i regionen Emilia-Romagna i Italien. Kommunen hade 3 188 invånare (2018).
Polesine Zibello bildades den 1 januari 2016 genom en sammanslagning av de tidigare kommuneerna Polesine Parmense och Zibello.